# 奈季蘭

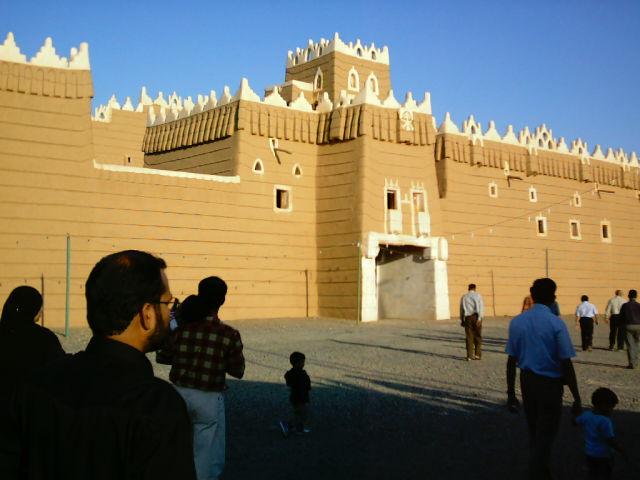
奈季蘭

奈季蘭（阿拉伯语：‎ ）是沙特阿拉伯的城市，也是奈季蘭省的首府，位於該國西南部，毗鄰與也門接壤的邊境，該市在1934年前由也門負責管轄，2004年人口246,880。

## 外部連結
- Travel through the province of Najran（页面存档备份，存于）, Splendid Arabia: A travel site with photos and routes

17°29′30″N 44°7′56″E / 17.49167°N 44.13222°E